# Hans Granfelt
Hans Olof Clemens Granfelt (Stoccolma, 26 ottobre 1897 – Danderyd, 5 settembre 1963) è stato uno schermidore e discobolo svedese, vincitore di una medaglia d'argento nella scherma ai Giochi olimpici.
Partecipò alla gara di lancio del disco ai Giochi della VII Olimpiade.